# Тасос Крикелис
Анастасиос (Тасос) Тома Крикелис (на гръцки: Αναστάσιος, Τάσος Θωμά Κρικέλης) е гръцки юрист и политик от Нова демокрация.

## Биография
Роден е в 1937 година в гревенското село Родия (Радовище). Завършва право в Атинския университет и работи като адвокат в Атина. В 1977 година е кандидат за депутат на Либералната партия на Константинос Мицотакис, но не е избран. Избиран е четири пъти - в 1985, през юни и ноември 1989 и в 1993 година, за депутат от Гревена от Нова демокрация.
Умира в Атина в 2013 година.